# Melitaea nigrita
Melitaea nigrita är en fjärilsart som beskrevs av Skala 1908. Melitaea nigrita ingår i släktet Melitaea och familjen praktfjärilar. Inga underarter finns listade i Catalogue of Life.